# TER Haute-Normandie
Le TER Haute-Normandie était le réseau de TER de l'ancienne région administrative Haute-Normandie. Depuis la fusion des régions en 2017, ses services sont repris par le réseau TER Normandie.
Le réseau du TER Haute-Normandie était structuré autour de deux radiales d'envergure nationale, que sont les axes Paris - Le Havre et Paris - Caen et d'un point central qu'est la gare de Rouen-Rive-Droite où convergent la majorité des lignes TER.
Le TER Haute-Normandie a représenté, en 2009, près de 20 000 voyages quotidiens effectués sur 567 km de voies ferrées avec 67 gares et points d'arrêt, réalisés au moyen de 255 circulations de trains (TER et Intercités) et des circulations d'autocars sur neuf liaisons ferroviaires et quatre lignes routières conventionnées par la région. Les 95,15 % des circulations étaient ponctuelles ou arrivaient à destination avec un retard ne dépassant pas cinq minutes. L'âge moyen du matériel était de cinq ans.

## Histoire

### Le transport régional avant la décentralisation
En 1960, le trafic régional et local est assuré surtout par les trains omnibus, qui incluent les trains directs ou semi-directs. Dans l'actuelle région Haute-Normandie, ce trafic est alors moyennement développé et comporte généralement trois à cinq aller-retours quotidiens par ligne. Une densité de trafic supérieur est constatée entre Malaunay et Elbeuf, dans la banlieue de Rouen, d'une part, ainsi qu'entre Le Havre et Fécamp, d'autre part. Une section de la ligne de Paris-Saint-Lazare au Havre, entre Gaillon - Aubevoye et Saint-Pierre-du-Vauvray, ne compte que deux aller-retours par jour. Ceci est également le cas de quelques lignes fermées depuis.
La SNCF n'ayant pu atteindre l'équilibre financier à la fin de l'exercice 1973, le ministère des Finances fixe l'objectif de reporter les services omnibus sur 10 000 km de voies ferrées sur la route, chiffre bientôt porté à 12 500 km. Quand Jacques Chirac devient Premier ministre le 27 mai 1974, il décrète rapidement l'arrêt des transferts sur route autoritaires et propose d'attendre tout d'abord l'élaboration des premiers schémas régionaux de transport (SRT) décidée le 6 mars 1974. Six régions sont choisies comme régions pilotes, dont la région Haute-Normandie ne fait pas partie, mais le principe est progressivement étendu sur toutes les régions jusqu'en 1977. La Haute-Normandie entame l'élaboration de son SRT parmi les dernières, en 1977. Les régions vont se voir se confier l'organisation des services omnibus, avec l'idée sous-jacente qu'elles vont fermer des lignes rurales pour utiliser les économies réalisées pour l'amélioration des dessertes déclarées d'intérêt régional par le SRT. Le but global est l'amélioration des transports collectifs sans coûts supplémentaires pour la collectivité. Mais pour le moment, le SRT Haute-Normandie reste sans suites.
Le changement de politique après l'élection de François Mitterrand comme Président de la République apporte, en 1982, les « réouvertures Fiterman », portant sur quatre lignes (dont une avait conservé une desserte express). Ce développement encourage certaines régions à demander de leur propre initiative la réouverture d'autres lignes, dont la Haute-Normandie pour Bréauté-Beuzeville - Fécamp. Longue de 19,7 km, cette ligne avait perdu son service voyageurs le 6 avril 1970, ce que les milieux locaux n'avaient jamais accepté. Le partenariat de plusieurs collectivités territoriales permet le financement de ce projet (Région 60 %, département de la Seine-Maritime 20 %, ville de Fécamp 10 %, district 5 %, Chambre de commerce 5 %), comprenant l'achat d'un autorail X 3800 d'occasion pour 150 000 francs. Le service reprend en septembre 1981 avec cinq à six aller-retours parcourant la ligne sans arrêt intermédiaire. Deux aller-retours avant 6 h 00 et après 19 h 00 continuent d'être assurés par des autocars. Certains trains affichent une bonne occupation, si bien que l'autorail doit vite être remplacé par un X 2200 neuf avec remorque. En 1984, deux arrêts intermédiaires sont de nouveau desservis à la demande des communes riverains, mais cette expérience est rapidement abandonnée À la fin des années 1980, l'occupation moyenne des trains est de vingt-cinq à trente voyageurs.
La LOTI, promulguée le 30 décembre 1982, encourage la décentralisation des transports, sans pour autant définir un cadre précis. Puis, la loi du 7 janvier 1983 sur la répartition des compétences entre les communes, les départements, les régions et l'État donne le coup d'envoi à la décentralisation sur un plan plus général, avec, entre autres, l'instauration du suffrage universel des Conseillers régionaux. Sur le plan des transports ferroviaires régionaux, l'attitude de l'État reste ambivalent. En effet, il ne veut pas doter les régions des budgets nécessaires leur permettant de se substituer à l'État pour le versement de la contribution d'équilibre des services SNCF d'intérêt régional. Il craint que les régions puissent détourner ces fonds de leur destination initiale et réduisent les services ferroviaires, ce qui n'est plus souhaité, contrairement aux années 1970. De ce fait, la décentralisation des services ferroviaires ne peut être que facultative, l'État l'encourageant toutefois et souhaite que les régions s'investissent dans leur amélioration.

### De la naissance du TER jusqu'à la régionalisation
Le TER Haute-Normandie est lancé en 1986 à la suite de la mise en place d'une nouvelle politique commerciale de la SNCF sur le plan des transports régionaux, souhaitant affirmer davantage sa propre identité d'entreprise en mettant fin, notamment, aux décorations des trains suivant les souhaits des régions. « TER » traduit une stratégie commerciale reposant sur la marque TER avec son logo et sa décoration, sorte de label de qualité ; la charte TER signée entre la SNCF et les régions qui le souhaitent ; et la gamme commerciale TER. Elle s'exprime à travers l'information voyageurs, la promotion et la communication institutionnelle. Parmi les quatre coloris que la SNCF propose pour la livrée du matériel TER, la région Haute-Normandie choisit le rouge. Le TER veut rajeunir l'image des transports ferroviaires régionaux, jusque-là négligés et souffrant d'une mauvaise image. Pour la première fois, une telle initiative est mise en œuvre sur le plan national et s'accompagne de conventions avec toutes les régions (sauf trois, retardataires). En décembre 1986, la région signe donc sa convention d'exploitation avec la SNCF qui intègre la convention spécifique de la ligne de Fécamp. Ce début de conventionnement global coïncide à peu près avec l'instauration du TER, mais est en fait un développement indépendant issu de la politique de décentralisation.
Avec l'arrivée d'une nouvelle direction à la tête de la SNCF en 1988, le Service d'action régionale créé le 1er mars 1983 est rattaché au directeur-général adjoint responsable du service commercial, et l'accent est mis sur le TGV au détriment des express d'intérêt régional. C'est ainsi que la suppression des deux paires d'express Paris-Saint-Lazare - Dieppe par Serqueux est décidée pour le service d'hiver 1988/89, à la fin de l'été 1988. Étant donné le mauvais état de l'infrastructure, la faible envergure du service omnibus et l'existence d'une seconde ligne donnant accès à Dieppe, la région Haute-Normandie renonce à l'exploitation par fer de la section Serqueux - Dieppe.
Simultanément à cette fermeture, la Région investit aussi dans le réseau ferroviaire, pour un montant global de 99 400 000 francs plaçant la région à la cinquième place pour la période 1985-1992 (hors Île-de-France et Corse). Les deux principaux projets cofinancés sont la modernisation de la gare de Rouen-Rive-Droite y compris la construction d'un parc de stationnement (5 120 000 francs sur 69 000 000 francs), et la mise au gabarit B+ de la ligne de Paris-Saint-Lazare au Havre, profitant exclusivement au fret ferroviaire (83 570 000 francs sur 229 900 000 francs). La participation de la Région au renouvellement du matériel roulant est faible et ne porte que sur 15 900 000 francs, plaçant la région à la dix-huitième place (devant le Limousin et la région Poitou-Charentes qui n'ont rien investi dans le matériel roulant pendant la période considérée). La causalité n'est pas établie, mais le trafic régional de voyageurs ne se porte pas bien et engendre des déficits d'exploitation chaque année, déduction faite des compensations que la SNCF touche de la part de l'État. Le montant cumulé de ce déficit pour les exercices 1985-1990 est de 11 050 000 francs, plaçant la Haute-Normandie à la cinquième place la plus mauvaise du classement, alors que le TER est bénéficiaire dans dix régions. Entre 1990 et 1996, la chute du trafic est spectaculaire et atteint 38 % ou 62 millions de voyageurs-km. En valeur relative, c'est le plus mauvais résultat d'une région française.
Le projet du Contrat de plan État - SNCF 1996-2000 mentionne trois lignes en Haute-Normandie présentant un taux de couverture inférieur à 25 % et destinées à être transférées sur la route : Le Havre - Rolleville, Bréauté-Beuzeville - Fécamp (juste rouverte en 1981) et Motteville - Saint-Valéry-en-Caux. Cette dernière ne présente qu'un faible potentiel et sera fermée avant l'entrée en vigueur du nouveau contrat de plan, dès le 5 septembre 1994, sous prétexte de travaux. En réalité, la ligne sera utilisée pour l'acheminement de matériaux de construction pour l'autoroute A29, via la plate-forme logistique de Grémonville. L'abandon du trafic voyageurs par fer a permis de renoncer à la construction d'un point de croisement. Les trois aller-retours par autorail étant remplacés par six aller-retours par autocar allant au-delà de Motteville jusqu'à la gare d'Yvetot, les voyageurs se montrent plutôt satisfaits du service routier. Puis, à la fin de la construction de l'autoroute, la ligne de chemin de fer est « sournoisement » fermée, sans annonce de la part de la Région ou de la SNCF. En revanche, les deux autres lignes mises sur la sellette sont maintenues.
À la même époque, la Région entame le premier projet de modernisation d'une ligne en faveur du trafic de voyageurs. Il s'agit de la ligne de Malaunay à Dieppe, deuxième de la région en termes de fréquentation, avec un nombre de voyageurs ne dépassant guère les 2 100 par jour. Après quelques années nécessaires au bouclage du financement, impliquant par ailleurs le département de la Seine-Maritime, les travaux commencent en 1999 et porte sur le renouvellement de l'infrastructure ferroviaire et des ouvrages d'art, la signalisation et la remise à niveau des installations voyageurs dans quatre gares. Après la fin des travaux financés à concurrence de 100 000 000 par la région, la ligne bénéficie également d'un nouveau matériel, des autorails monocaisse X 73500. Il s'agit du premier matériel neuf financé par la région, exception faite de l'X 2200 pour la ligne de Fécamp. Les X 73500 sont également affectés à la courte ligne périurbaine du Havre à Rolleville, qui, longtemps négligée, est dotée d'un service largement renforcée entre Le Havre et Montivilliers en septembre 2001. En revanche, le service sur le tronçon final est réduit de moitié. Les quais sont refaits à neuf, mais l'infrastructure proprement dite reste inchangée. Deux autres modernisations de lignes sont cofinancées par la Région ; Rouen - Le Havre avec 16 000 000 francs pour des aménagements qualitatifs, et Paris - Granville avec 94 000 000 francs. S'y ajoute la création de deux pôles d'échange multimodaux et d'un nouveau point d'arrêt. À partir de l'an 2000, les investissements en faveur du fret ferroviaire absorbent de nouveau la majorité des investissements de la région dans le domaine des transports.
Les réflexions sur une régionalisation plus importante entrent dans une phase décisive en 1996. L'offre TER en cette année servira de référence au calcul des compensations financières futures que les régions verseront elles-mêmes à la SNCF, ce qui donne lieu à un état des lieux de la situation du TER. En Haute-Normandie, comme dans sept autres régions, le niveau d'offre est inférieur à la moyenne (environ 2 train-km par habitant) et le niveau d'usage en voyageurs-km par habitant également. Le niveau du déficit du trafic régional par habitant est également inférieur à la moyenne nationale. Une expérimentation du transfert total de la responsabilité pour l'organisation des transports régionaux vers les Conseils régionaux est menée dans six régions-pilotes. Les expériences gagnées sont décisives pour la généralisation du conventionnement global des services TER par la loi relative à la solidarité et au renouvellement urbains (SRU), promulgué le 13 décembre 2000, à compter du 1er janvier 2002. Les régions deviennent en même temps autorités organisatrices de transports et se substituent à l'État pour le versement des contributions à la SNCF en vertu du trafic régional.

### Depuis la régionalisation en 2002
Début 2002, le Conseil régional devient autorité organisatrice de transports.

Le logo avant 2014.

Depuis le 19 janvier 2008, les deux derniers aller-retours par autorail subsistant sur la section Gisors - Serqueux de la ligne de Saint-Denis à Dieppe sont remplacées par des autocars pour motif de l'abaissement de la vitesse plafond de la ligne à 40 km/h. La fermeture de la ligne n'a jamais été annoncée ; il est possible que le service soit rétabli après la rénovation de la ligne pour les besoins du trafic de marchandises[réf. souhaitée].
Depuis la fusion des régions, l'autorité organisatrice des transports est devenue la région Normandie, qui conserve la propriété du matériel roulant.

## Relations TER

### Par rail

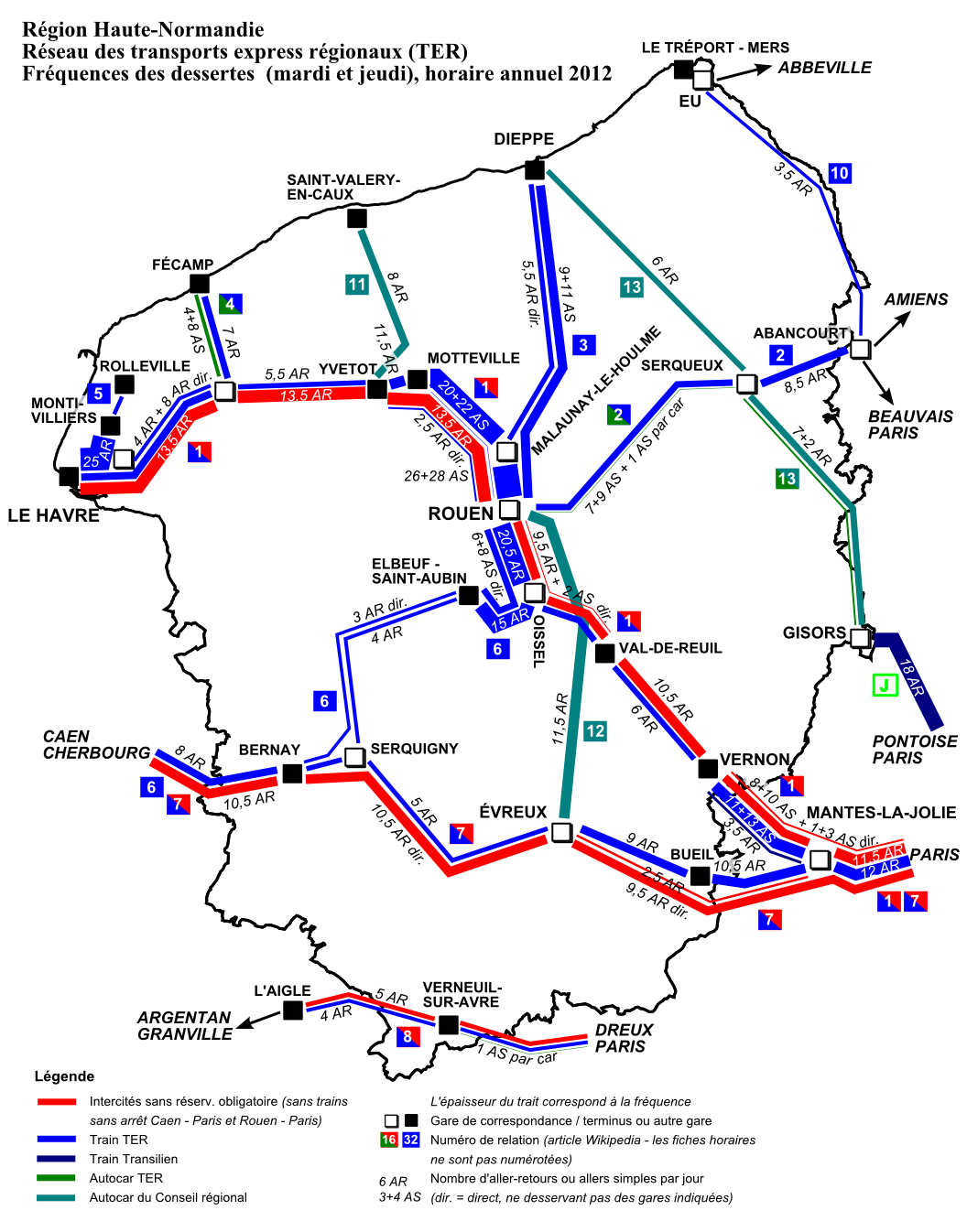
Fréquence de la desserte les jours-type de pleine semaine (mardi et jeudi), horaire annuel 2012.

La desserte par rail du TER Haute-Normandie couvre la totalité des lignes classiques exploitées en service voyageurs au sein de la région, sauf la courte section entre la limite d'avec la région Picardie et la gare de Gisors gérée par Transilien pour le compte de la région. Le TER Haute-Normandie a représenté, en 2009, près de 20 000 voyages quotidiens effectués sur 567 km de voies ferrées avec 67 gares et points d'arrêt, réalisés au moyen de 255 circulations de trains (TER et Intercités) sur les neuf liaisons ferroviaires conventionnées par la région. La ligne de Paris à Granville et la ligne de Paris à Gisors sont isolées du reste du réseau. La ligne d'Abancourt au Tréport franchit plusieurs fois les limites avec la région Picardie et dessert des communes des deux régions ; par ailleurs, parmi les communes donnant leur nom à la gare du Tréport-Mers, la première est située en Haute-Normandie et la seconde en Picardie. Une douzaine de petites gares subsistantes ne conservent plus qu'une desserte résiduelle avec moins de trois aller-retours par jour en pleine semaine.
Les relations desservies par des trains TER sont résumées dans le tableau ci-dessous. La région n'utilisant pas de numéros de relation, les numéros figurant au tableau ont été attribués en partant de la ligne de Paris au Havre, et en continuant avec les lignes affluentes contre le sens de l'horloge, pour finir avec les deux lignes à l'extrême est de la région vers Gisors et Le Tréport. Sur plusieurs lignes, les trains sont complétés par des autocars. Ces services étant repris par le tableau de la section suivante, le tableau n'en tient pas compte.
Dans la colonne Horaires, sont indiqués le premier départ de la gare nommée en dernier lieu, et le dernier départ de la gare en dernier lieu. Est considérée comme fonctionnant en soirée une ligne dont le dernier départ a lieu après 20 h 30, si ce train effectue la totalité du parcours. Sur des parcours partiels, les lignes peuvent donc fonctionner en soirée sans que cela soit indiqué dans le tableau. Ces renseignements se portent sur le cas le plus représentatif, soit les jours du lundi au vendredi hors jours fériés. La durée du voyage peut varier en fonction des différents services, les horaires n'étant pas cadencés. Est indiquée la durée du voyage la plus représentative, s'appliquant aux trains couvrant l'ensemble de la relation, qui le plus souvent ne s'arrêtent pas dans l'ensemble des gares.
| Ligne                 | Caractéristiques | Caractéristiques | Caractéristiques | Caractéristiques | Caractéristiques | Caractéristiques | Caractéristiques | Caractéristiques | Caractéristiques | Illustration |
| --------------------- | --- | --- | --- | --- | --- | --- | --- | --- | --- | ------------ |
| 1                     | Paris Saint-Lazare ↔ Mantes-la-Jolie ↔ Vernon - Giverny ↔ Gare de Rouen-Rive-Droite ↔ Yvetot ↔ Bréauté - Beuzeville ↔ Le Havre | Paris Saint-Lazare ↔ Mantes-la-Jolie ↔ Vernon - Giverny ↔ Gare de Rouen-Rive-Droite ↔ Yvetot ↔ Bréauté - Beuzeville ↔ Le Havre | Paris Saint-Lazare ↔ Mantes-la-Jolie ↔ Vernon - Giverny ↔ Gare de Rouen-Rive-Droite ↔ Yvetot ↔ Bréauté - Beuzeville ↔ Le Havre | Paris Saint-Lazare ↔ Mantes-la-Jolie ↔ Vernon - Giverny ↔ Gare de Rouen-Rive-Droite ↔ Yvetot ↔ Bréauté - Beuzeville ↔ Le Havre | Paris Saint-Lazare ↔ Mantes-la-Jolie ↔ Vernon - Giverny ↔ Gare de Rouen-Rive-Droite ↔ Yvetot ↔ Bréauté - Beuzeville ↔ Le Havre | Paris Saint-Lazare ↔ Mantes-la-Jolie ↔ Vernon - Giverny ↔ Gare de Rouen-Rive-Droite ↔ Yvetot ↔ Bréauté - Beuzeville ↔ Le Havre | Paris Saint-Lazare ↔ Mantes-la-Jolie ↔ Vernon - Giverny ↔ Gare de Rouen-Rive-Droite ↔ Yvetot ↔ Bréauté - Beuzeville ↔ Le Havre | Paris Saint-Lazare ↔ Mantes-la-Jolie ↔ Vernon - Giverny ↔ Gare de Rouen-Rive-Droite ↔ Yvetot ↔ Bréauté - Beuzeville ↔ Le Havre | Paris Saint-Lazare ↔ Mantes-la-Jolie ↔ Vernon - Giverny ↔ Gare de Rouen-Rive-Droite ↔ Yvetot ↔ Bréauté - Beuzeville ↔ Le Havre |              |
|                       | Longueur 227,9 km | Durée 2 h 30 | Nb. arrêts 28 | Soirée / Dimanche - Férié · /                                                                                                  | Horaires 5 h 28 - 21 h 20 | Réseau TER Haute-Normandie | | | |              |
|                       | | | | | | | | | |              |
| 2                     | Amiens ↔ Abancourt ↔ Serqueux ↔ Rouen Rive Droite                                                                              | Amiens ↔ Abancourt ↔ Serqueux ↔ Rouen Rive Droite                                                                              | Amiens ↔ Abancourt ↔ Serqueux ↔ Rouen Rive Droite                                                                              | Amiens ↔ Abancourt ↔ Serqueux ↔ Rouen Rive Droite                                                                              | Amiens ↔ Abancourt ↔ Serqueux ↔ Rouen Rive Droite                                                                              | Amiens ↔ Abancourt ↔ Serqueux ↔ Rouen Rive Droite                                                                              | Amiens ↔ Abancourt ↔ Serqueux ↔ Rouen Rive Droite                                                                              | Amiens ↔ Abancourt ↔ Serqueux ↔ Rouen Rive Droite                                                                              | Amiens ↔ Abancourt ↔ Serqueux ↔ Rouen Rive Droite                                                                              |              |
|                       | Longueur 118,2 km | Durée 1 h 14 | Nb. arrêts 13 | Soirée / Dimanche - Férié · Non /                                                                                              | Horaires 6 h 18 – 18 h 27 | Réseau TER Picardie / Haute-Normandie                                                                                          | | | |              |
| 3                     | Rouen Rive Droite ↔ Malaunay ↔ Auffay ↔ Dieppe (Rouen - Malaunay : voir aussi 1)                                               | Rouen Rive Droite ↔ Malaunay ↔ Auffay ↔ Dieppe (Rouen - Malaunay : voir aussi 1)                                               | Rouen Rive Droite ↔ Malaunay ↔ Auffay ↔ Dieppe (Rouen - Malaunay : voir aussi 1)                                               | Rouen Rive Droite ↔ Malaunay ↔ Auffay ↔ Dieppe (Rouen - Malaunay : voir aussi 1)                                               | Rouen Rive Droite ↔ Malaunay ↔ Auffay ↔ Dieppe (Rouen - Malaunay : voir aussi 1)                                               | Rouen Rive Droite ↔ Malaunay ↔ Auffay ↔ Dieppe (Rouen - Malaunay : voir aussi 1)                                               | Rouen Rive Droite ↔ Malaunay ↔ Auffay ↔ Dieppe (Rouen - Malaunay : voir aussi 1)                                               | Rouen Rive Droite ↔ Malaunay ↔ Auffay ↔ Dieppe (Rouen - Malaunay : voir aussi 1)                                               | Rouen Rive Droite ↔ Malaunay ↔ Auffay ↔ Dieppe (Rouen - Malaunay : voir aussi 1)                                               |              |
|                       | Longueur 60,7 km | Durée 0 h 45 | Nb. arrêts 10 | Soirée / Dimanche - Férié · /                                                                                                  | Horaires 5 h 32 - 21 h 24 | Réseau TER Haute-Normandie | | | |              |
| 4                     | Bréauté-Beuzeville ↔ Fécamp | Bréauté-Beuzeville ↔ Fécamp | Bréauté-Beuzeville ↔ Fécamp | Bréauté-Beuzeville ↔ Fécamp | Bréauté-Beuzeville ↔ Fécamp | Bréauté-Beuzeville ↔ Fécamp | Bréauté-Beuzeville ↔ Fécamp | Bréauté-Beuzeville ↔ Fécamp | Bréauté-Beuzeville ↔ Fécamp |              |
|                       | Longueur 19,7 km | Durée 0 h 22 | Nb. arrêts 2 | Soirée / Dimanche - Férié · Non /                                                                                              | Horaires 6 h 47 - 19 h 50 | Réseau TER Haute-Normandie | | | |              |
| 5                     | Le Havre ↔ Montivilliers ↔ Rolleville                                                                                          | Le Havre ↔ Montivilliers ↔ Rolleville                                                                                          | Le Havre ↔ Montivilliers ↔ Rolleville                                                                                          | Le Havre ↔ Montivilliers ↔ Rolleville                                                                                          | Le Havre ↔ Montivilliers ↔ Rolleville                                                                                          | Le Havre ↔ Montivilliers ↔ Rolleville                                                                                          | Le Havre ↔ Montivilliers ↔ Rolleville                                                                                          | Le Havre ↔ Montivilliers ↔ Rolleville                                                                                          | Le Havre ↔ Montivilliers ↔ Rolleville                                                                                          |              |
|                       | Longueur 15,2 km | Durée 0 h 28 | Nb. arrêts 7 | Soirée / Dimanche - Férié · Non /                                                                                              | Horaires 6 h 52 - 19 h 40 | Réseau TER Haute-Normandie | | | |              |
| 6                     | Rouen Rive Droite ↔ Elbeuf - Saint-Aubin ↔ Serquigny ↔ Bernay ↔ Lisieux ↔ Caen (Serquigny - Caen : voir aussi 7)               | Rouen Rive Droite ↔ Elbeuf - Saint-Aubin ↔ Serquigny ↔ Bernay ↔ Lisieux ↔ Caen (Serquigny - Caen : voir aussi 7)               | Rouen Rive Droite ↔ Elbeuf - Saint-Aubin ↔ Serquigny ↔ Bernay ↔ Lisieux ↔ Caen (Serquigny - Caen : voir aussi 7)               | Rouen Rive Droite ↔ Elbeuf - Saint-Aubin ↔ Serquigny ↔ Bernay ↔ Lisieux ↔ Caen (Serquigny - Caen : voir aussi 7)               | Rouen Rive Droite ↔ Elbeuf - Saint-Aubin ↔ Serquigny ↔ Bernay ↔ Lisieux ↔ Caen (Serquigny - Caen : voir aussi 7)               | Rouen Rive Droite ↔ Elbeuf - Saint-Aubin ↔ Serquigny ↔ Bernay ↔ Lisieux ↔ Caen (Serquigny - Caen : voir aussi 7)               | Rouen Rive Droite ↔ Elbeuf - Saint-Aubin ↔ Serquigny ↔ Bernay ↔ Lisieux ↔ Caen (Serquigny - Caen : voir aussi 7)               | Rouen Rive Droite ↔ Elbeuf - Saint-Aubin ↔ Serquigny ↔ Bernay ↔ Lisieux ↔ Caen (Serquigny - Caen : voir aussi 7)               | Rouen Rive Droite ↔ Elbeuf - Saint-Aubin ↔ Serquigny ↔ Bernay ↔ Lisieux ↔ Caen (Serquigny - Caen : voir aussi 7)               |              |
|                       | Longueur 163,5 km | Durée 1 h 40 | Nb. arrêts 10 | Soirée / Dimanche - Férié · Non /                                                                                              | Horaires 5 h 52 - 19 h 01 | Réseau TER Haute-Normandie / Basse-Normandie                                                                                   | | | |              |
| 7                     | Paris Saint-Lazare ↔ Mantes-la-Jolie ↔ Évreux-Normandie ↔ Serquigny ↔ Bernay ↔ Lisieux ↔ Caen (↔ Cherbourg)                    | Paris Saint-Lazare ↔ Mantes-la-Jolie ↔ Évreux-Normandie ↔ Serquigny ↔ Bernay ↔ Lisieux ↔ Caen (↔ Cherbourg)                    | Paris Saint-Lazare ↔ Mantes-la-Jolie ↔ Évreux-Normandie ↔ Serquigny ↔ Bernay ↔ Lisieux ↔ Caen (↔ Cherbourg)                    | Paris Saint-Lazare ↔ Mantes-la-Jolie ↔ Évreux-Normandie ↔ Serquigny ↔ Bernay ↔ Lisieux ↔ Caen (↔ Cherbourg)                    | Paris Saint-Lazare ↔ Mantes-la-Jolie ↔ Évreux-Normandie ↔ Serquigny ↔ Bernay ↔ Lisieux ↔ Caen (↔ Cherbourg)                    | Paris Saint-Lazare ↔ Mantes-la-Jolie ↔ Évreux-Normandie ↔ Serquigny ↔ Bernay ↔ Lisieux ↔ Caen (↔ Cherbourg)                    | Paris Saint-Lazare ↔ Mantes-la-Jolie ↔ Évreux-Normandie ↔ Serquigny ↔ Bernay ↔ Lisieux ↔ Caen (↔ Cherbourg)                    | Paris Saint-Lazare ↔ Mantes-la-Jolie ↔ Évreux-Normandie ↔ Serquigny ↔ Bernay ↔ Lisieux ↔ Caen (↔ Cherbourg)                    | Paris Saint-Lazare ↔ Mantes-la-Jolie ↔ Évreux-Normandie ↔ Serquigny ↔ Bernay ↔ Lisieux ↔ Caen (↔ Cherbourg)                    |              |
|                       | Longueur 239,9 km | Durée 1 h 08 | Nb. arrêts 16 | Soirée / Dimanche - Férié · /                                                                                                  | Horaires 5 h 08 - 20 h 45 | Réseau TER Haute-Normandie / Basse-Normandie                                                                                   | | | |              |
| 8                     | Paris-Vaugirard ↔ Dreux ↔ Verneuil-sur-Avre ↔ L'Aigle (↔ Granville) (Paris-Montparnasse - Dreux : )                            | Paris-Vaugirard ↔ Dreux ↔ Verneuil-sur-Avre ↔ L'Aigle (↔ Granville) (Paris-Montparnasse - Dreux : )                            | Paris-Vaugirard ↔ Dreux ↔ Verneuil-sur-Avre ↔ L'Aigle (↔ Granville) (Paris-Montparnasse - Dreux : )                            | Paris-Vaugirard ↔ Dreux ↔ Verneuil-sur-Avre ↔ L'Aigle (↔ Granville) (Paris-Montparnasse - Dreux : )                            | Paris-Vaugirard ↔ Dreux ↔ Verneuil-sur-Avre ↔ L'Aigle (↔ Granville) (Paris-Montparnasse - Dreux : )                            | Paris-Vaugirard ↔ Dreux ↔ Verneuil-sur-Avre ↔ L'Aigle (↔ Granville) (Paris-Montparnasse - Dreux : )                            | Paris-Vaugirard ↔ Dreux ↔ Verneuil-sur-Avre ↔ L'Aigle (↔ Granville) (Paris-Montparnasse - Dreux : )                            | Paris-Vaugirard ↔ Dreux ↔ Verneuil-sur-Avre ↔ L'Aigle (↔ Granville) (Paris-Montparnasse - Dreux : )                            | Paris-Vaugirard ↔ Dreux ↔ Verneuil-sur-Avre ↔ L'Aigle (↔ Granville) (Paris-Montparnasse - Dreux : )                            |              |
|                       | Longueur 150,0 km | Durée 1 h 23 | Nb. arrêts 9 | Soirée / Dimanche - Férié · Non /                                                                                              | Horaires 5 h 25 - 19 h 43 | Réseau TER Haute-Normandie / Basse-Normandie                                                                                   | | | |              |
| Ligne J du Transilien | Paris Saint-Lazare ↔ Pontoise ↔ Chaumont-en-Vexin ↔ Gisors-Embranchement                                                       | Paris Saint-Lazare ↔ Pontoise ↔ Chaumont-en-Vexin ↔ Gisors-Embranchement                                                       | Paris Saint-Lazare ↔ Pontoise ↔ Chaumont-en-Vexin ↔ Gisors-Embranchement                                                       | Paris Saint-Lazare ↔ Pontoise ↔ Chaumont-en-Vexin ↔ Gisors-Embranchement                                                       | Paris Saint-Lazare ↔ Pontoise ↔ Chaumont-en-Vexin ↔ Gisors-Embranchement                                                       | Paris Saint-Lazare ↔ Pontoise ↔ Chaumont-en-Vexin ↔ Gisors-Embranchement                                                       | Paris Saint-Lazare ↔ Pontoise ↔ Chaumont-en-Vexin ↔ Gisors-Embranchement                                                       | Paris Saint-Lazare ↔ Pontoise ↔ Chaumont-en-Vexin ↔ Gisors-Embranchement                                                       | Paris Saint-Lazare ↔ Pontoise ↔ Chaumont-en-Vexin ↔ Gisors-Embranchement                                                       |              |
|                       | Longueur 62 km | Durée 1 h 20 | Nb. arrêts 21 | Soirée / Dimanche - Férié · /                                                                                                  | Horaires 5 h 10 - 20 h 40 | Réseau Transilien | | | |              |
| 10                    | Beauvais ↔ Abancourt ↔ Eu ↔ Le Tréport-Mers                                                                                    | Beauvais ↔ Abancourt ↔ Eu ↔ Le Tréport-Mers                                                                                    | Beauvais ↔ Abancourt ↔ Eu ↔ Le Tréport-Mers                                                                                    | Beauvais ↔ Abancourt ↔ Eu ↔ Le Tréport-Mers                                                                                    | Beauvais ↔ Abancourt ↔ Eu ↔ Le Tréport-Mers                                                                                    | Beauvais ↔ Abancourt ↔ Eu ↔ Le Tréport-Mers                                                                                    | Beauvais ↔ Abancourt ↔ Eu ↔ Le Tréport-Mers                                                                                    | Beauvais ↔ Abancourt ↔ Eu ↔ Le Tréport-Mers                                                                                    | Beauvais ↔ Abancourt ↔ Eu ↔ Le Tréport-Mers                                                                                    |              |
|                       | Longueur 104,0 km | Durée 1 h 36 | Nb. arrêts 13 | Soirée / Dimanche - Férié · Non /                                                                                              | Horaires 5 h 49 - 18 h 35 | Réseau TER Picardie / Haute-Normandie                                                                                          | | | |              |
| 11                    | Gisors-Embranchement ↔ Sérifontaine ↔ Gournay-Ferrières ↔ Serqueux                                                             | Gisors-Embranchement ↔ Sérifontaine ↔ Gournay-Ferrières ↔ Serqueux                                                             | Gisors-Embranchement ↔ Sérifontaine ↔ Gournay-Ferrières ↔ Serqueux                                                             | Gisors-Embranchement ↔ Sérifontaine ↔ Gournay-Ferrières ↔ Serqueux                                                             | Gisors-Embranchement ↔ Sérifontaine ↔ Gournay-Ferrières ↔ Serqueux                                                             | Gisors-Embranchement ↔ Sérifontaine ↔ Gournay-Ferrières ↔ Serqueux                                                             | Gisors-Embranchement ↔ Sérifontaine ↔ Gournay-Ferrières ↔ Serqueux                                                             | Gisors-Embranchement ↔ Sérifontaine ↔ Gournay-Ferrières ↔ Serqueux                                                             | Gisors-Embranchement ↔ Sérifontaine ↔ Gournay-Ferrières ↔ Serqueux                                                             |              |
|                       | Longueur 50,0 km | Durée 0 h 39 | Nb. arrêts 4 | Soirée / Dimanche - Férié · Non / Non                                                                                          | Horaires 5 h 59 - 20 h 24 | Réseau TER Haute-Normandie | | | |              |

### Par autocar
Le TER Haute-Normandie comporte quatre liaisons routières, dont trois remplaçant des anciennes lignes de chemin de fer fermées au trafic voyageurs, et une complétant le service par fer sur la ligne de Bréauté-Beuzeville à Fécamp.
Deux anciennes lignes régionales sont sorties du conventionnement par le Conseil régional, à savoir Le Havre - Honfleur - Caen et Rouen - Pont-Audemer.
|    | Parcours                                                                                      |
| -- | --------------------------------------------------------------------------------------------- |
| 4  | Gare de Bréauté - Beuzeville ↔ Fécamp                                                         |
| 11 | Yvetot ↔ Saint-Valery-en-Caux                                                                 |
| 12 | Rouen ↔ Louviers ↔ Évreux [↔ Verneuil-sur-Avre] (2 AR hebdomadaires entre Évreux et Verneuil) |
| 13 | Gisors ↔ Serqueux ↔ Dieppe                                                                    |

## Tarification
Les tarifs valables sur l'échelle nationale s'appliquent sur le TER Haute-Normandie également. En complément, la région propose des formules tarifaires spécifiques, se divisant en tarifs tout public et tarifs soumis à des conditions d'éligibilité.
À partir de 2017, les deux tarifications spécifiques des deux anciennes régions doivent être unifiées en une tarification propre à la nouvelle région .

### Tarifs tout public
La carte HN'Go Liberté est une carte de réduction régionale valable tous les jours sur l'ensemble des relations TER. La réduction accordée est de 25 % du lundi au vendredi et de 50 % le week-end. Trois autres personnes accompagnant le titulaire de la carte peuvent bénéficier de la même réduction le week-end. Valable pendant un an, la carte HN'Go Liberté est vendue au prix de 30 € (janvier 2012) et se charge sur la carte à puces Atoumod.
Sous le titre HN'Go, la Région propose des abonnements tout public permettant de bénéficier de jusqu'à 75 % de réduction par rapport au plein tarif de la SNCF, pour des déplacements quotidiens sur une relation choisie au sein de la région, vers la Basse-Normandie ou la Picardie. Le taux de réduction est le même que pour les abonnements de travail SNCF, qui eux sont limités à des parcours inférieurs à 75 km et strictement réservés aux salariés. Les abonnements HN'Go sont disponibles comme abonnements hebdomadaires (pour sept jours consécutifs au choix), mensuels (du premier au dernier jour d'un mois) ou annuels (pour douze mois entiers consécutifs, au prix de 10,5 mois). Ces abonnements se chargent sur la carte à puces Atoumod, et les formules mensuelle et annuelle incluent déjà les fonctionnalités de la carte HN'Go Liberté.
Contrairement à la région voisine Picardie, la Haute-Normandie ne propose pas d'abonnements subventionnés vers Paris ou l'Île-de-France.

### Tarifs soumis à des conditions d'éligibilité
Sous le titre HN'Go Jeunes, la Région propose une gamme tarifaire calquée sur les offres tout public décrites ci-dessus, destinée aux jeunes de moins de vingt-six ans. Le prix de la carte HN'Go Jeunes est par ailleurs identique à celui de la version tout public, mais la carte se distingue par un taux de réduction de 50 % sur toute la semaine. Telle est également la réduction accordée sur présentation des abonnements HN'Go Jeunes en version mensuelle ou annuelle. Contrairement à d'autres régions, la Haute Normandie ne réserve pas ses abonnements subventionnés aux apprentis et étudiants.
Régions Transport Solidarité est un carnet de douze bons échangeables contre des titres de transport gratuits, valable pendant un an et destiné aux demandeurs d'emploi. Ils peuvent retenir le carnet gratuitement auprès de leur agence Pôle emploi moyennant les justificatifs requis. La région ne propose pas de réductions destinées aux personnes à faibles revenus des autres catégories.

## Matériel roulant

### Parc avant la fusion

#### Voitures et rames tractées
- Rame réversible régionale : 6 rames de 3 caisses
- Voitures omnibus à 2 niveaux : 41 rames[10]